# Chinese Democracy
A Chinese Democracy a Guns N’ Roses nevű hard rock együttes hatodik stúdióalbuma. Később, csaknem 15 évvel az előző albumuk után, 2008. november 23-án jelent meg. A Billboard 200-as listáján a harmadik helyen debütált és gyorsan platinalemez lett. A kritikusok nagy része pozitívan fogadta az albumot. Eddig több, mint 11 milliót adtak el belőle.

## Az album dalai
Az összes dalszöveg szerzője Axl Rose. 
| 1.    | Chinese Democracy            | Rose, Josh Freese                                             | 4:43 |
| 2.    | Shackler's Revenge           | Rose, Buckethead, Caram Costanzo, Bryan Mantia, Pete Scaturro | 3:37 |
| 3.    | Better                       | Rose, Robin Finck                                             | 4:58 |
| 4.    | Street of Dreams             | Rose, Tommy Stinson, Dizzy Reed                               | 4:46 |
| 5.    | If the World                 | Rose, Chris Pitman                                            | 4:54 |
| 6.    | There Was a Time             | Rose, Paul Tobias, Reed                                       | 6:41 |
| 7.    | Catcher in the Rye           | Rose, Tobias                                                  | 5:53 |
| 8.    | Scraped                      | Rose, Buckethead, Costanzo                                    | 3:30 |
| 9.    | Riad N' the Bedouins         | Rose, Stinson                                                 | 4:10 |
| 10.   | Sorry (feat. Sebastian Bach) | Rose, Buckethead, Mantia, Scaturro                            | 6:14 |
| 11.   | I.R.S.                       | Rose, Tobias, Reed                                            | 4:28 |
| 12.   | Madagascar                   | Rose, Pitman                                                  | 5:38 |
| 13.   | This I Love                  | Rose                                                          | 5:34 |
| 14.   | Prostitute                   | Rose, Tobias                                                  | 6:15 |
| 71:18 |                              |                                                               |      |

## Közreműködők
A Guns N' Roses a megjelenés idején
- W. Axl Rose – ének, zongora, dob hangszerelés
- Dizzy Reed – billentyűsök, zongora, szintetizátor, háttérvokál
- Tommy Stinson – basszusgitár, háttérvokál
- Chris Pitman – billentyűsök, háttérvokál, programozás, sub-basszus, basszusgitár a "There Was a Time" és "Madagascar", 12-húros gitár az "If the World", mellotron a "There Was a Time" dalokban
- Ron "Bumblefoot" Thal – ritmus- és szólógitár
- Richard Fortus – ritmusgitár 1.3.4.6.14. Dalokban.
- Frank Ferrer – dobok a "Chinese Democracy", "Better", "If the World", "There Was a Time" és "I.R.S." dalokban

Korábbi Guns N' Roses-tagok közreműködése a lemezen
- Buckethead – szólógitár, akusztikus gitár a 13 as a 7 dal kivételével minden dalban.
- Robin Finck – szólógitár, akusztikus gitár a "Sorry", és billentyűsök a "Better" és "If the World" dalokban
- Paul Tobias – ritmusgitár, zongora a "There Was a Time" dalban
- Bryan Mantia – dobok (kivéve a "Chinese Democracy" dalban)
- Josh Freese – dob hangszerelés

Vendégzenészek
- Sebastian Bach – vokál a "Sorry" dalban
- Pete Scaturro – billentyűsök a "Sorry" dalban
- Suzy Katayama – kürt a "Madagascar" dalban
- Patti Hood – hárfa a "This I Love" dalban